# Ernesto Paterniani
Ernesto Paterniani (São Paulo, 1928 – Piracicaba, 18 de junho de 2009) foi um engenheiro brasileiro, cientista e pesquisador da área de genética.
Foi professor universitário da Escola Superior de Agricultura Luiz de Queiroz. Os seus principais trabalhos estão direcionados ao melhoramento do milho.